# فرودگاه لانجو ژنگچوان
فرودگاه لانجو ژنگچوان  (به انگلیسی: Lanzhou Zhongchuan Airport) یک فرودگاه همگانی با کد یاتا ZGC است که یک باند فرود آسفالت دارد و طول باند آن ۳۶۰۰ متر است. این فرودگاه در شهر لانژو کشور چین قرار دارد و در ارتفاع ۱۹۴۷ متری از سطح دریا واقع شده‌است.

## شرکت‌های هواپیمایی و مقصدهای پروازی

### مسافری
| شرکت‌های هواپیمایی                             | مقصدهای پروازی | Terminal      |
| --------------------------------------------- | --- | ------------- |
| ایر چاینا                                     | پکن، چنگدو شوانگلیو، هانگجو ژیاشان، شانگهای پودنگ، تیانجین بینهای | Domestic      |
| ایر چاینا                                     | Hajj: شاهزاده محمد بن عبدالعزیز | International |
| آسیانا ایرلاینز                               | چارتر فصلی: اینچئون | International |
| بیجینگ کپیتال ایرلاینز                        | هایکو میلان نانینگ ووژو، سانیا فونیکس، اورومچی دیووپو | Domestic      |
| هواپیمایی شرقی چین                            | پکن، چانگشا هوانگهوا، چانگجو بنیو، چنگدو شوانگلیو، دالیان ژووشویزی، دون‌هوانگ، فوژو چنگل، بایون گوآنگجو، لانگ‌دونگ‌بائو گوئی‌یانگ، گایلین لیانگ‌جیانگ، هانگجو ژیاشان، جیایوگوان، کونمینگ چانگشوی، لولیانگ، نانجینگ لوکو، نینگبو لیشه، کینگدائو لیوتینگ، Rizhao، شانگهای هونگچیائو، شانگهای پودنگ، جییانگوشان، شنژن بن، شیاژونگ ژنگدینگ، ووسو تائی‌یوان، ونچو یونگچیانگ، ووهان تیانهه، سانن شوفانگ، اورومچی دیووپو، شی‌آن شیان‌یانگ، یانتای چائوشوی، ژنگژو سین‌ژنگ | Domestic      |
| هواپیمایی شرقی چین                            | سووارنابومی، تائویوان تایوان | International |
| هواپیمایی شرقی چین اجرا توسط شانگهای ایرلاینز | شانگهای هونگچیائو | Domestic      |
| China Express Airlines                        | چنگچینگ ییانگبی، دون‌هوانگ، جیایوگوان، Mianyang، ژانگی گانژو | Domestic      |
| هواپیمایی جنوبی چین                           | چانگشا هوانگهوا، چنگچینگ ییانگبی، دالیان ژووشویزی، بایون گوآنگجو، لانگ‌دونگ‌بائو گوئی‌یانگ، هایکو میلان، هانگجو ژیاشان، جینان یاکیانگ، نانینگ ووژو، شنینگ تخین، شنژن بن، اورومچی دیووپو، ونچو یونگچیانگ، ووهان تیانهه، شی‌آن شیان‌یانگ، Zhangjiajie، ژنگژو سین‌ژنگ، زوهای سانزاهو | Domestic      |
| هواپیمایی جنوبی چین                           | شرمتیوو، پالکوو | International |
| چاینا یونایتد ایرلاینز                        | پکن نانیوان، کینگیانگ | Domestic      |
| فار ایسترن ایر ترنسپورت                       | تائویوان تایوان | International |
| هاینان ایرلاینز                               | پکن، چنگچینگ ییانگبی، فوژو چنگل، هایکو میلان، هفئی ژینگیاو، نانچانگ چانگبی، شانگهای پودنگ، شنژن بن، اورومچی دیووپو، زیامن گائوچی، شی‌آن شیان‌یانگ، ایوو | Domestic      |
| هاینان ایرلاینز                               | تائویوان تایوان | International |
| جونیائو ایرلاینز                              | شانگهای پودنگ | Domestic      |
| Lucky Air                                     | کونمینگ چانگشوی، لیجیانگ سانی، Mianyang، اورومچی دیووپو | Domestic      |
| اوکی ایرویز                                   | Yulin | Domestic      |
| شاندونگ ایرلاینز                              | جینان یاکیانگ، کینگدائو لیوتینگ، ووسو تائی‌یوان، اورومچی دیووپو، زیامن گائوچی، ژنگژو سین‌ژنگ | Domestic      |
| شنژن ایرلاینز                                 | چانگشا هوانگهوا، بایون گوآنگجو، نانجینگ لوکو، شنژن بن، سانن شوفانگ، شی‌آن شیان‌یانگ | Domestic      |
| سیچوان ایرلاینز                               | چنگدو شوانگلیو، چنگچینگ ییانگبی، دون‌هوانگ، لانگ‌دونگ‌بائو گوئی‌یانگ، هاربین تایپینگ، جیایوگوان، کونمینگ چانگشوی، سانیا فونیکس، تیانجین بینهای، گانن ژاهوا | Domestic      |
| اسپرینگ ایرلاینز                              | شانگهای پودنگ، شنینگ تخین | Domestic      |
| اسپرینگ ایرلاینز                              | سووارنابومی | International |
| تیانجین ایرلاینز                              | گایلین لیانگ‌جیانگ، هایکو میلان، هوهوت بایتا، لوژو لانتیان، نانینگ ووژو، اوردوس ایجین هورو، کینگیانگ، شی‌آن شیان‌یانگ، یینچوان هیدونگ، ژانگی گانژو | Domestic      |
| تبت ایرلاینز                                  | لهاسا گونگار، ووسو تائی‌یوان | Domestic      |
| ویتنام ایرلاینز                               | چارتر: دا نانگ | International |
| وست ایر                                       | چنگچینگ ییانگبی، اورومچی دیووپو | Domestic      |
| ژیامن ایرلاینز                                | چانگشا هوانگهوا، فوژو چنگل، هانگجو ژیاشان، کوانژو جینجیانگ، ووهان تیانهه، شی‌آن شیان‌یانگ، زیامن گائوچی، ژنگژو سین‌ژنگ | Domestic      |